# آنتوان ریگودو
آنتوان ریگودو (فرانسوی: Antoine Rigaudeau‎؛ زادهٔ ۱۷ دسامبر ۱۹۷۱) بازیکن سابق و مربی بسکتبال اهل فرانسه است.
وی همچنین برندهٔ جوایزی همچون لژیون دونور (شوالیه) شده‌است.
از باشگاه‌هایی که در آن بازی کرده‌است می‌توان به دالاس ماوریکس اشاره کرد.
وی در مسابقات کشوری و بین‌المللی در مجموع برندهٔ ۱ مدال نقره، ۱ مدال برنز شده‌است.